# Патрик Тили
Патрик Тили (на английски: Patrick Tilley) е британски писател, автор на научна фантастика и фентъзи.

## Биография и творчество
Роден е във Великобритания на 4 юли 1928 г. Става популярен със своите книги от цикъла „Войните на Амтрак“ (Amtrak Wars).

## Произведения

### Самостоятелни романи
- Fade-Out (1975)
- Mission (1981)
- Star Wartz (1986)
- Xan (1995)

### Цикъл „Войните на Амтрак“
- The Cloud Warrior (1983)
Облачен воин, изд.: ИК „Бард“, София (2002), прев. Георги Стоянов
- The First Family (1985)
Първото семейство, изд.: ИК „Бард“, София (2002), прев. Георги Стоянов
- Iron Master (1987)
Майсторите на желязо, изд.: ИК „Бард“, София (2002), прев. Георги Стоянов
- Blood River (1988)
Кървавата река, изд.: ИК „Бард“, София (2002), прев. Георги Стоянов
- Death Bringer (1989)
- Earth-Thunder (1993)